# Thor Ericsson
Thor Ragnar Ericsson (ur. 9 października 1885 w Göteborgu, zm. 20 kwietnia 1975 tamże) – szwedzki piłkarz, reprezentant kraju grający na pozycji pomocnika.

## Kariera klubowa
Podczas swojej kariery piłkarskiej Thor Ericsson występował w Örgryte IS. Z Örgryte zdobył mistrzostwo Szwecji w 1909.

## Kariera reprezentacyjna
W reprezentacji Szwecji Ericsson zadebiutował 12 lipca 1908 w wygranym 11-3 towarzyskim meczu z Norwegią. W tym samym roku był w kadrze Szwecji na Igrzyska Olimpijskie w Londynie. Na turnieju w Anglii był rezerwowym i nie wystąpił w żadnym spotkaniu. Ostatni raz w reprezentacji wystąpił 11 września 1910 w wygranym 4-0 towarzyskim spotkaniu z Norwegią. W sumie wystąpił w 4 spotkaniach.
| Mecze i gole w reprezentacji | Mecze i gole w reprezentacji | Mecze i gole w reprezentacji | Mecze i gole w reprezentacji | Mecze i gole w reprezentacji | Mecze i gole w reprezentacji | Mecze i gole w reprezentacji |
| #                            | Data                         | Miasto                       | Przeciwnik                   | Gol                          | Wynik                        |                              |
| ---------------------------- | ---------------------------- | ---------------------------- | ---------------------------- | ---------------------------- | ---------------------------- | ---------------------------- |
| 1.                           | 12.07.1908                   | Göteborg                     | Norwegia                     |                              | 11:3                         | towarzyski                   |
| 2.                           | 08.09.1908                   | Göteborg                     | Wielka Brytania am.          |                              | 1:6                          | towarzyski                   |
| 3.                           | 06.11.1909                   | Kingston upon Hull           | Anglia am.                   |                              | 0:7                          | towarzyski                   |
| 4.                           | 11.09.1910                   | Kristiania                   | Norwegia                     |                              | 4:0                          | towarzyski                   |